# Corazones rojos
«Corazones rojos» es el tercer sencillo del álbum Corazones del grupo de rock chileno Los Prisioneros. Se caracteriza por tener elementos de hip-hop y rap. Solo el estribillo de la canción es cantado.
El sencillo promocional se editó en formato vinilo de 12 pulgadas de 45 RPM bajo el sello EMI, con la canción «Con suavidad» como lado B. Código S-12112-EMI-12-45

## Canción
Su cruda letra es una referencia al machismo al interior de la pareja y al machismo sistemático en la sociedad.

Eres ciudadana de segunda clase, sin privilegios y sin honor.
Porque yo doy la plata estás forzada 
a rendirme honores y seguir mi humor.
Búscate un trabajo, estudia algo, la mitad del sueldo y doble labor.
Si te quejas, ahí está la puerta. No estás autorizada para dar opinión.
Los Prisioneros, «Corazones rojos»

La letra también hace referencia a la misoginia, a la cosificación de la mujer y al machismo, desde el punto de vista de un hombre machista.
Pese a que está compuesta en un formato rap, «Corazones rojos» es curiosamente la canción más roquera del álbum, puesto que en el estribillo se escucha una guitarra con distorsión y en la parte final se oye un solo de guitarra estridente y casi delirante, lo que le da todavía más intensidad al tema.
Jorge González compuso la canción para el grupo de performance Las Cleopatras, al que pertenecieron, entre otras, su primera esposa, Jacqueline Fresard, y la tecladista que reemplazó a Claudio Narea luego de su salida de la banda, Cecilia Aguayo.
González ya había tratado con ironía el tema del machismo en la canción «Una mujer que no llame la atención» incluida en el segundo álbum del grupo Pateando piedras lanzado en 1986.

## Vídeo musical
El vídeo empieza con una pelea de papel en una sala de clases. Luego entra Jorge González, vestido al estilo greaser, y comienza a entonar la canción acompañado de Miguel Tapia. En el vídeo también aparece Cecilia Aguayo. Evoca las metáforas de construcción de la Nación y del patriarcado. Fue dirigido por Cristián Galaz con la dirección de fotografía a cargo de Héctor Ríos Henríquez.
La bandera que aparece en el vídeo no es la de Chile, sino la del estado de Texas, que es muy similar.
En uno de los escritorios de la sala de clases se puede leer la sigla FPMR (Frente Patriótico Manuel Rodríguez).
Miguel Tapia, baterista del grupo, aparece tocando la guitarra, en una especie de broma que repetirían más de una vez en televisión cuando eran obligados a hacer playback, y en otros videoclips como en el de «No me ves» de Narea y Tapia. En realidad Tapia no sabe tocar este instrumento.